# Zubří (district de Žďár nad Sázavou)
Pour les articles homonymes, voir Zubří.
Zubří (en allemand : Zubrzy) est une commune du district de Žďár nad Sázavou, dans la région de Vysočina, en République tchèque. Sa population s'élevait à 515 habitants en 2020.

## Géographie
Zubří se trouve à 11 km à l'est-nord-est de Nové Město na Moravě, à 13,5 km à l'est de Žďár nad Sázavou, à 43 km au nord-est de Jihlava à 135 km au sud-est de Prague.
La commune est limitée par Věcov au nord, par Lísek à l'est et par Nové Město na Moravě à l'ouest.

## Histoire
La première mention écrite de la localité date de 1348.

## Transports
Par la route, Zubří se trouve à 12,5 km de Nové Město na Moravě, à 16 km de Žďár nad Sázavou, à 51,5 km de Jihlava et à 172 km de Prague.